# Tripteroides brevirhynchus
Tripteroides brevirhynchus är en tvåvingeart som beskrevs av Steffen Lambert Brug 1934. Tripteroides brevirhynchus ingår i släktet Tripteroides och familjen stickmyggor. Inga underarter finns listade i Catalogue of Life.